# Liberalismo

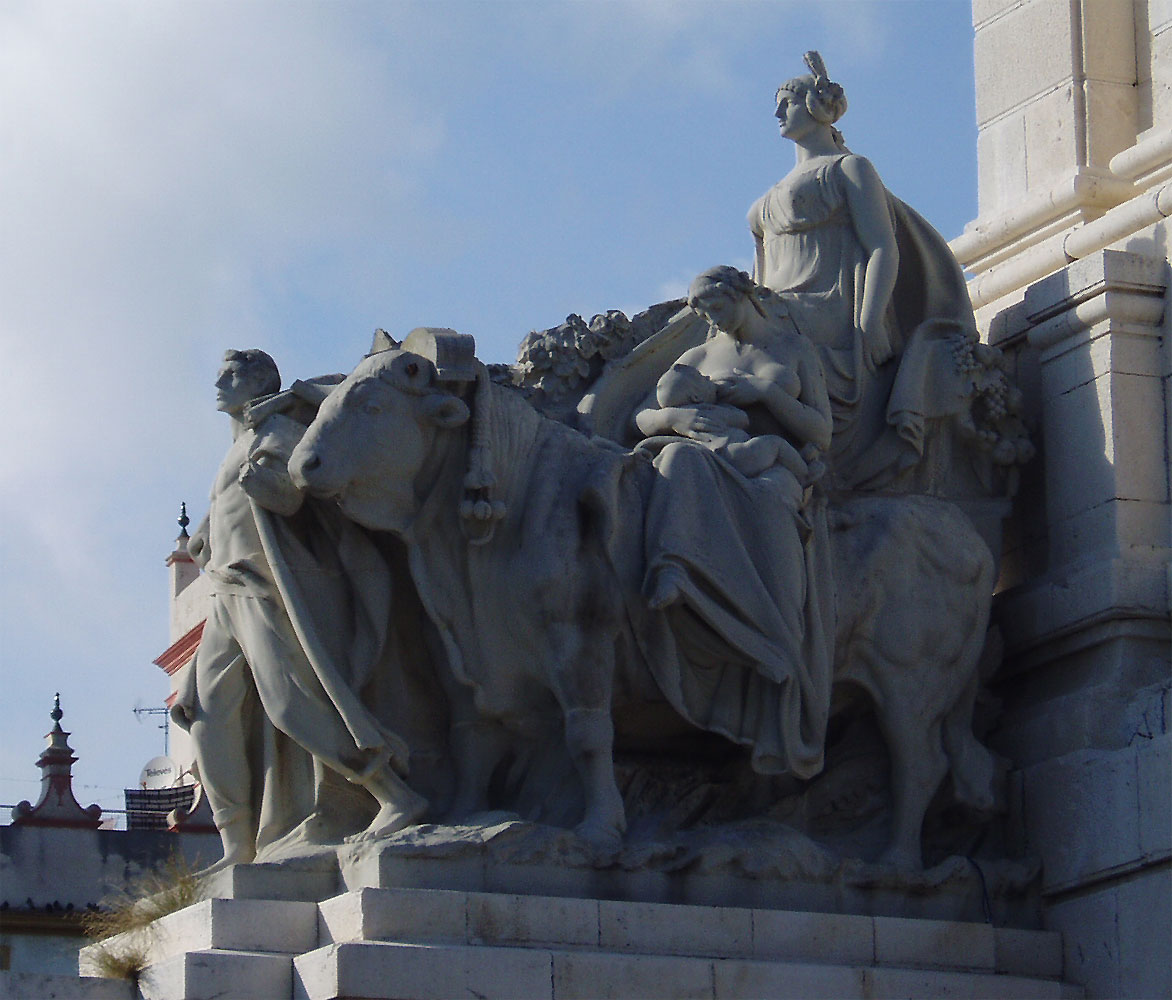
Figuras alegóricas del Monumento a la Constitución de 1812 en Cádiz.

El liberalismo es una doctrina política, social y económica. En el ámbito de lo social defiende la libertad individual, la igualdad ante la ley y la limitación de los poderes del Estado. En lo económico propugna la iniciativa privada y el libre mercado. Como actitud vital propone la tolerancia.
Representa corrientes muy heterogéneas, con muchas formas y tipos de liberalismo, pero en general defiende el Estado laico; los derechos individuales —como el derecho de propiedad, la libertad de asociación, la libertad de culto y la libertad de expresión—; el libre mercado o capitalismo; la igualdad ante la ley de todo individuo sin distinción de sexo, orientación sexual, raza, etnia, origen o condición social; y el Estado de derecho o imperio de la ley al que deben someterse los gobernantes.
El liberalismo contemporáneo surgió en la Ilustración y se popularizó rápidamente entre muchos filósofos y economistas europeos y más tarde en la sociedad en general, especialmente entre la burguesía. Los liberales buscaban eliminar la monarquía absoluta, los títulos nobiliarios, la confesionalidad del Estado y el derecho divino de los reyes. Por otra parte, pretendía fundar un nuevo sistema político basado en la democracia representativa y el Estado de derecho. 
Surge como contrario al conservadurismo. En este contexto histórico, el liberalismo se referiría a aquellos que abogaban por cambios significativos en el orden político y social establecido. Ideas como la expansión de los derechos y libertades individuales, la igualdad ante la ley y la participación más amplia en el proceso político, primaron en la sociedad. 
Es importante recordar que los términos y las ideologías políticas pueden evolucionar y cambiar significativamente a lo largo del tiempo. En ese periodo específico, el contrapunto al conservadurismo habría sido una forma de liberalismo que buscaba reformas sustanciales en el sistema político y social.  
Los liberales acabaron con las políticas mercantilistas y las barreras al comercio, promoviendo el comercio libre y la libertad de mercado. Los líderes de la Revolución francesa y la Revolución americana se sirvieron de la filosofía liberal para defender la rebelión contra la monarquía absoluta. En el siglo XX, el fascismo y el comunismo fueron ideologías populares que se oponían abiertamente al liberalismo y lo opacaron durante el siglo, también surgieron otras ideologías que se plantearon como una vía intermedia entre el liberalismo y el estatismo. 
Los liberales tienen varias ramificaciones. Las ideas del liberalismo clásico de los siglos XVII al XIX —el adjetivo «clásico» fue agregado a posteriori por teóricos políticos luego del declive a finales del siglo XIX de este liberalismo de libertades individuales y economía de libre mercado— fueron recuperadas y repensadas en el siglo XX por los libertarios, quienes están presentes principalmente en los Estados Unidos y el resto de América. En Europa, los llamados liberal-conservadores, que se llaman así por abogar por reformas menos moderadas, suelen ser una de las ramas menos notables. También se ha señalado una divergencia entre las tradiciones liberales anglosajona y francesa; el liberalismo anglosajón pretende limitar el poder del Estado, mientras que el liberalismo francés pretende un Estado fuerte que garantice la igualdad ante la ley y la eliminación de los privilegios.

## Definición

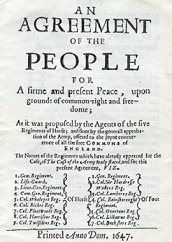
El Agreement of the People (1647) fue un manifiesto por un cambio político,propuesto por los Niveladores durante la Revolución inglesa. Se llamó a la libertad de culto, celebración frecuente del parlamento y la igualdad ante la ley.

Se lo identifica como una doctrina que propone la libertad y la tolerancia en las relaciones humanas. Promueve las libertades civiles y económicas, oponiéndose al absolutismo y al conservadurismo. Constituye la corriente en la que se fundamentan tanto el Estado de derecho como la democracia representativa y la división de poderes.
Desde sus primeras formulaciones, el pensamiento político liberal se ha fundamentado sobre tres grandes ideas:
1. Los seres humanos son racionales y poseen derechos individuales inviolables, entre ellos, el derecho a configurar la propia vida en la esfera privada con plena libertad, y los derechos a la propiedad y a la búsqueda de la felicidad. Esto se basa en los tres derechos naturales de John Locke: vida, libertad y propiedad privada.
2. El gobierno y, por tanto, la autoridad política deben resultar del consentimiento de las personas libres, debiendo regular la vida pública sin interferir en la esfera privada de los ciudadanos.
3. El Estado de derecho obliga a gobernantes y gobernados a respetar las reglas, impidiendo el ejercicio arbitrario del poder.

El liberalismo es un movimiento de amplia proyección (económica, política y filosófica) que defiende como idea esencial el desarrollo de la libertad personal individual como forma de conseguir el progreso de la sociedad.
Aboga principalmente por:[cita requerida]
- El desarrollo de los derechos individuales y, a partir de estos, el progreso de la sociedad.
- El establecimiento de un Estado de derecho, donde todas las personas sean iguales ante la ley (igualdad formal), sin privilegios ni distinciones, en acatamiento de un mismo marco mínimo de leyes que resguarden las libertades y el bienestar de las personas.

El liberalismo está inspirado en parte en la organización de un Estado de derecho con poderes limitados —que idealmente tendría que reducir las funciones del gobierno a seguridad, justicia y obras públicas— y sometido a una constitución, lo que permitió el surgimiento de la democracia liberal durante el siglo XVIII, todavía vigente hoy en muchas naciones actuales, especialmente en las de Occidente.
El liberalismo europeo del siglo XX ha hecho mucho hincapié en la libertad económica, abogando por la reducción de las regulaciones económicas públicas y la no intervención del Estado en la economía. Este aspecto del liberalismo ya estuvo presente en algunas corrientes liberales del siglo XIX opuestas al absolutismo y abogó por el fomento de la economía de mercado y el ascenso progresivo del capitalismo. Durante la segunda mitad del siglo XX, la mayor parte de las corrientes liberales europeas estuvieron asociadas a la comúnmente conocida como derecha política.
Debe tenerse en cuenta que el liberalismo es diverso y existen diferentes corrientes dentro de los movimientos políticos que se autocalifican como "liberales".

## Características
Sus características principales son :
- La libertad como un derecho inviolable que se refiere a diversos aspectos:[11] libertad de pensamiento, de culto, de expresión, de asociación, de prensa, etc; cuyo único límite consiste en no afectar la libertad y el derecho de los demás, y que debe constituir una garantía frente a la intromisión del gobierno en la vida de los individuos.
- El principio de igualdad ante la ley, referida a los campos jurídico y político. Es decir, para el liberalismo todos los ciudadanos son iguales ante la ley y ante el Estado.
- El derecho a la propiedad privada como fuente de desarrollo e iniciativa individual, y como derecho inalterable que debe ser salvaguardado y protegido por la ley.
- El establecimiento de códigos civiles, constituciones e instituciones basadas en la división de poderes (Ejecutivo, Legislativo y Judicial), y en la discusión y solución de los problemas por medio de asambleas y parlamentos.
- La libertad de cultos y la separación del Estado y la iglesia en un Estado laico.
- La no ideologización de los cargos de gobierno, y demás elementos públicos, como la educación (tanto la escolar como la universitaria), la salud y la justicia.
- Tolerancia en la aplicación de la autonomía individual o colectiva.[12]

## Liberalismo social y económico

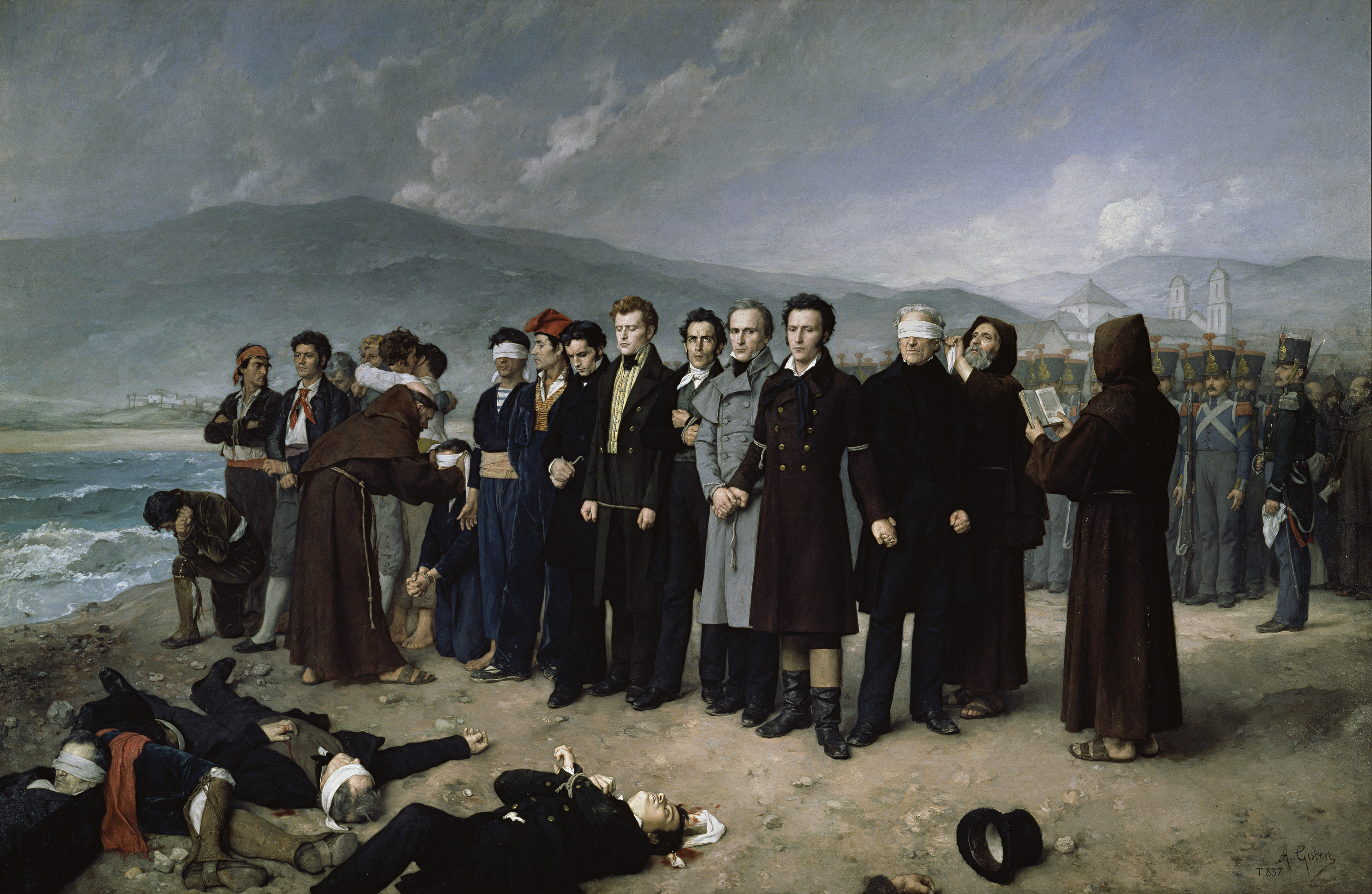
Fusilamiento de Torrijos y sus compañeros en las playas de Málaga en 1831, quienes intentaron sin éxito acabar con la política absolutista de Fernando VII. Óleo de Antonio Gisbert Pérez (1834-1901).

El liberalismo normalmente incluye dos aspectos: el social y el económico. El liberalismo social, también llamado liberalismo cultural, está firmemente a favor del Estado laico. El liberalismo social se opone a la intromisión del Estado en la vida privada o en las decisiones personales de los ciudadanos y también hace énfasis en la libertad de las personas en cuanto a las normas culturales o a las tradiciones, oponiéndose al conservadurismo. De esta manera, el liberalismo social defiende plena libertad sexual, de expresión y religiosa, así como los diferentes tipos de relaciones sociales consentidas ya sean de carácter amistoso, amoroso o sexual.
El liberalismo social cree que el Estado no debe imponer un modelo de vida ni ningún código específico de comportamiento, y se ve como una ideología política defensora de los derechos de aquellas personas que no se ajustan a las normas culturales o a las tradiciones y están a favor de que expresen su personalidad, siempre y cuando no hagan daño a nadie. Para el liberalismo social todos los modelos o estilos de vida deben ser respetados, y afirma que siempre y cuando no hagan daño, ningún modelo o estilo de vida será mejor que otro.
El liberalismo económico es la aplicación de los principios liberales en el desarrollo material de los individuos, como por ejemplo la no intromisión del Estado en las relaciones mercantiles entre los ciudadanos, impulsando la reducción de impuestos a su mínima expresión y reducción de la regulación sobre comercio, producción, etc. Según la doctrina liberal, la no intervención del Estado asegura la igualdad de condiciones de todos los individuos, lo que permite que se establezca un marco de competencia, sin restricciones ni manipulaciones de diversos tipos. Esto significa neutralizar cualquier tipo de beneficencia pública, como aranceles y subsidios, a favor de la ganancia de cada persona mediante el trabajo, favoreciendo la meritocracia y la producción.

## La disolución del gobierno y el derecho a la resistencia: Locke, Kant y Rawls

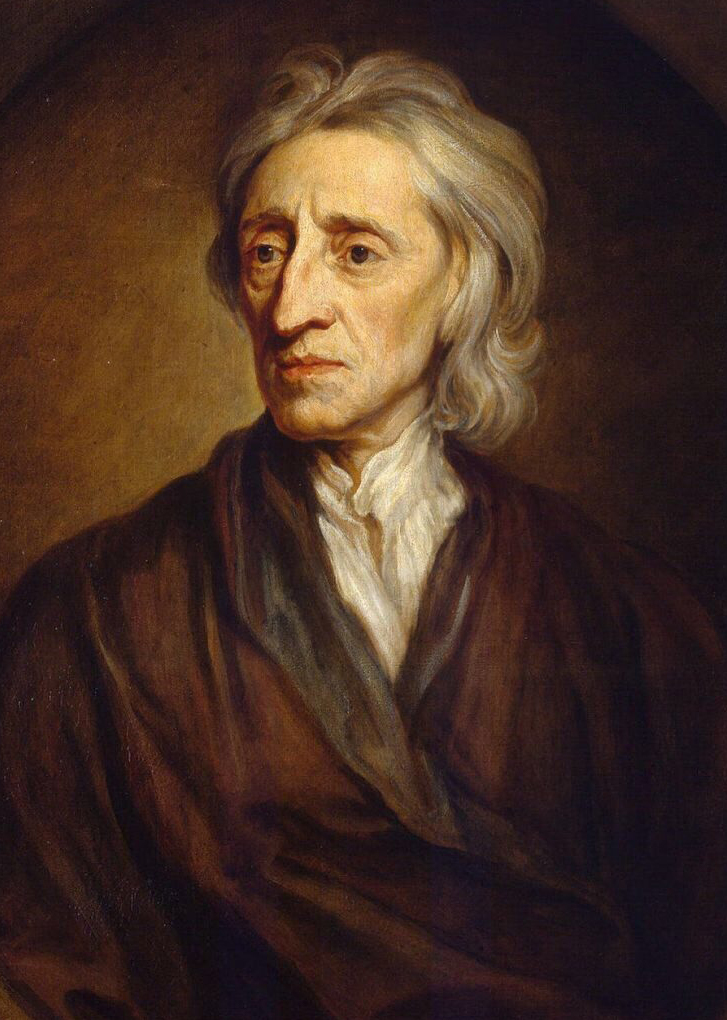
John Locke fue el primero en desarrollar una filosofía liberal, postuló el derecho a la propiedad privada y el consentimiento de los gobernados.

Para John Locke, la sociedad es una creación humana, es decir por consentimiento, debido a ello puede elegir a sus gobernantes. Sin embargo, como los miembros de la sociedad, o, dicho de otro modo, los miembros del cuerpo político decidieron a quién elegir, por cuánto tiempo y bajo qué condiciones, si quienes gobiernan contravienen los principios del gobierno y los derechos del pueblo, el poder debe regresar a sus manos originarias. De acuerdo con Locke, el pueblo no está obligado a obedecer cuando se infringen las normas. Sin embargo, Locke no plantea la resistencia como un derecho natural, sino como una posibilidad cierta con la que todo gobierno debe lidiar. Para él, "el pueblo no se subleva por nimiedades, y es capaz de tolerar un gran número de injusticias. Sólo cuando las violaciones a la ley o a los fines de la sociedad se perpetúan en el tiempo, los pueblos se resisten".
Otro pensador clásico liberal fue Immanuel Kant, quien también estudia la conformación de la sociedad, la libertad y la sujeción al gobierno. Para Kant la libertad está directamente relacionada con el derecho del individuo de obedecer solo aquellas leyes en las que vea reflejada su propia voluntad legisladora. Hasta este punto parece estar de acuerdo con Locke, pero si bien el pueblo es una suma de voluntades que pactan para una mejor forma de vida, «las ideas de voluntad general y de contrato no implican, en este marco, el reconocimiento de derechos inalienables del pueblo, sino que son asumidas, en todo caso, como criterios que permiten al legislador dictar leyes tales que hubiesen podido ser aceptadas por la voluntad unida de todo un pueblo».
Si bien el pueblo tiene derechos, estos se pueden y deben enajenar en el momento que se conforma un gobierno, mismo que se vuelve su representante que puede diseñar y ejecutar leyes pensando en el bienestar del mismo. De ahí que «Para que una ley sea considerada legítima (y pueda reclamar el consentimiento de aquellos que se someten a ella), no es preciso que sea el pueblo reunido en asamblea quien dicte tal ley, ni tampoco es necesario que éste preste su consentimiento efectivo: si una ley es de tal índole que resulte imposible que todo un pueblo pueda otorgarle su aprobación, entonces no es legítima, pero con que sea solo posible que alguna vez el pueblo prestara su conformidad a dicha ley establecida, entonces ésta puede ser considerada justa».
Luego entonces, para poder contar con un gobierno justo quienes lo eligen, deben conocer las cualidades y capacidades de sus elegidos, porque de acuerdo a Kant, una vez electos, no hay marcha atrás. ¿Perdió algo el liberalismo? Así es, la posibilidad de desobediencia civil.
Ahora bien, ¿Es aplicable la desobediencia civil en tiempos contemporáneos? ¿Qué dicen los nuevos abanderados del liberalismo?
Ante los problemas sociales de la injusticia, la pobreza y la desigualdad, algunos estudiosos de las ciencias sociales han planteado el liberalismo como salida o resolución. Ellos sostienen «que las situaciones de pobreza extrema y miseria existentes en los países del mundo subdesarrollado constituyen un problema de justicia económica global». Una de las propuestas de John Rawls, máximo exponente del liberalismo actual, es la implementación de políticas de asistencia social, pero de ninguna manera cambiar el sistema económico.
Según Rawls, los problemas sociales actuales nada tienen que ver con las estructuras económicas internacionales, más bien son problemas locales, que los gobiernos internos han sido incapaces de resolver.
Contrario a la mayoría de los pensadores clásicos, que procuran explicar las condiciones sociopolíticas de su tiempo, pensadores contemporáneos como Rawls buscan justificar el sistema económico actual. Así pues, nos encontramos con dos posturas: una que defiende la posición del pueblo y otro que defiende la posición del gobierno. Uno de los desafíos conceptuales de más relevancia en la teoría liberal es la dicotomía entre libertad y justicia y la forma en la cual estas interactúan para conseguir el bien común.
Resulta indispensable conocer el contexto político y social de Inglaterra para situar a los teóricos políticos ingleses como Thomas Hobbes y John Locke. El particular desarrollo de este país llevó a la burguesía al poder en 1688-89. En este sentido el liberalismo constituyó una nueva forma de ejercer el poder público de los Estados, ya que más adelante, ocurrirían fuertes cambios como la Revolución Industrial del siglo XVIII.

## Teorías del óptimo social: Liberalismo benthamiano y paretiano

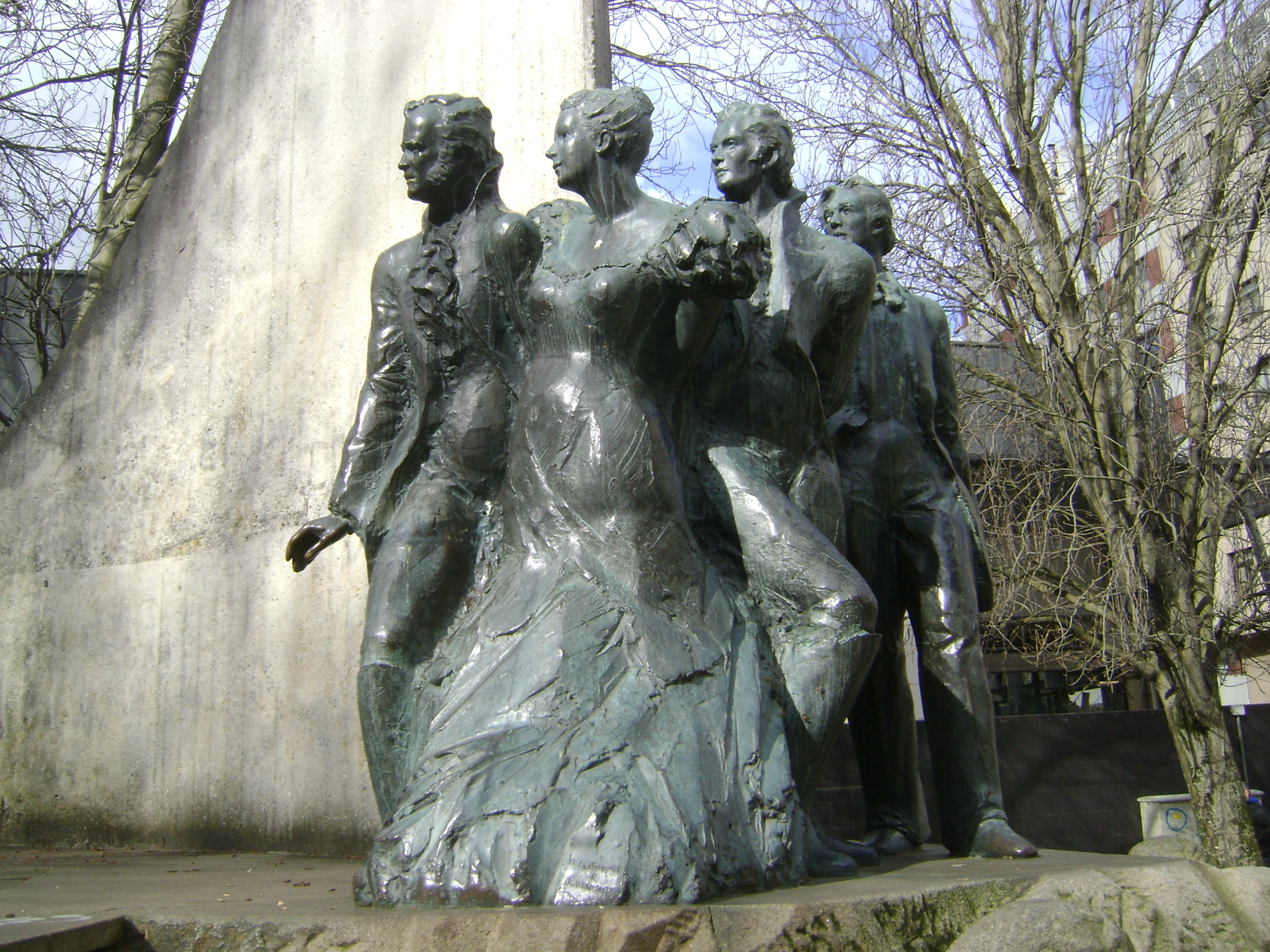
Monumento a los liberales del siglo XIX situado en el barrio Agra del Orzán, La Coruña, Galicia (España).

Una división menos famosa pero más rigurosa es la que distingue entre el liberalismo predicado por Jeremías Bentham y Wilfredo Pareto propusieron otras dos concepciones para el cálculo de un óptimo de satisfacción social.
En el cálculo económico se diferencian varias corrientes del liberalismo. En la clásica y neoclásica se recurre con frecuencia a la teoría del homo œconomicus, un ser perfectamente racional con tendencia a maximizar su satisfacción. Para simular este ser ficticio se ideó el gráfico Edgeworth-Pareto, que permitía conocer la decisión que tomaría un individuo con un sistema de preferencias dado (representado en curvas de indiferencia) y unas condiciones de mercado dadas. Es decir, en un equilibrio determinado.
Sin embargo, existe una gran controversia cuando el modelo de satisfacción se ha de trasladar a una determinada sociedad. Cuando se tiene que elaborar un gráfico de satisfacción social, el modelo benthamiano y el paretiano chocan frontalmente.
Según Wilfredo Pareto, la satisfacción de que goza una persona es absolutamente incomparable con la de otra. Para él, la satisfacción es una magnitud ordinal y personal, lo que supone que no se puede cuantificar ni relacionar con la de otros. Por lo tanto, sólo se puede realizar una gráfica de satisfacción social con una distribución de la renta dada. No se podrían comparar de ninguna manera distribuciones diferentes. Por el contrario, en el modelo de Bentham los hombres son en esencia iguales, lo cual lleva a la comparabilidad de satisfacciones y a la elaboración de una única gráfica de satisfacción social.
En el modelo paretiano, una sociedad alcanzaba la máxima satisfacción posible cuando ya no se le podía dar nada a nadie sin quitarle algo a otro. Por lo tanto, no existía ninguna distribución óptima de la renta. Un óptimo de satisfacción de una distribución absolutamente desigual sería, a nivel social, tan válido como uno de la más absoluta igualdad (siempre que estos se encontrasen dentro del criterio de óptimo paretiano).
No obstante, para igualitaristas como Bentham no valía cualquier distribución de la renta. El que los humanos seamos en esencia iguales y la comparabilidad de las satisfacciones llevaba necesariamente a un óptimo más afinado que el paretiano. Este nuevo óptimo, que es necesariamente uno de los casos de óptimo paretiano, surge como conclusión lógica necesaria de la ley de los rendimientos decrecientes.

## Principales corrientes contemporáneas

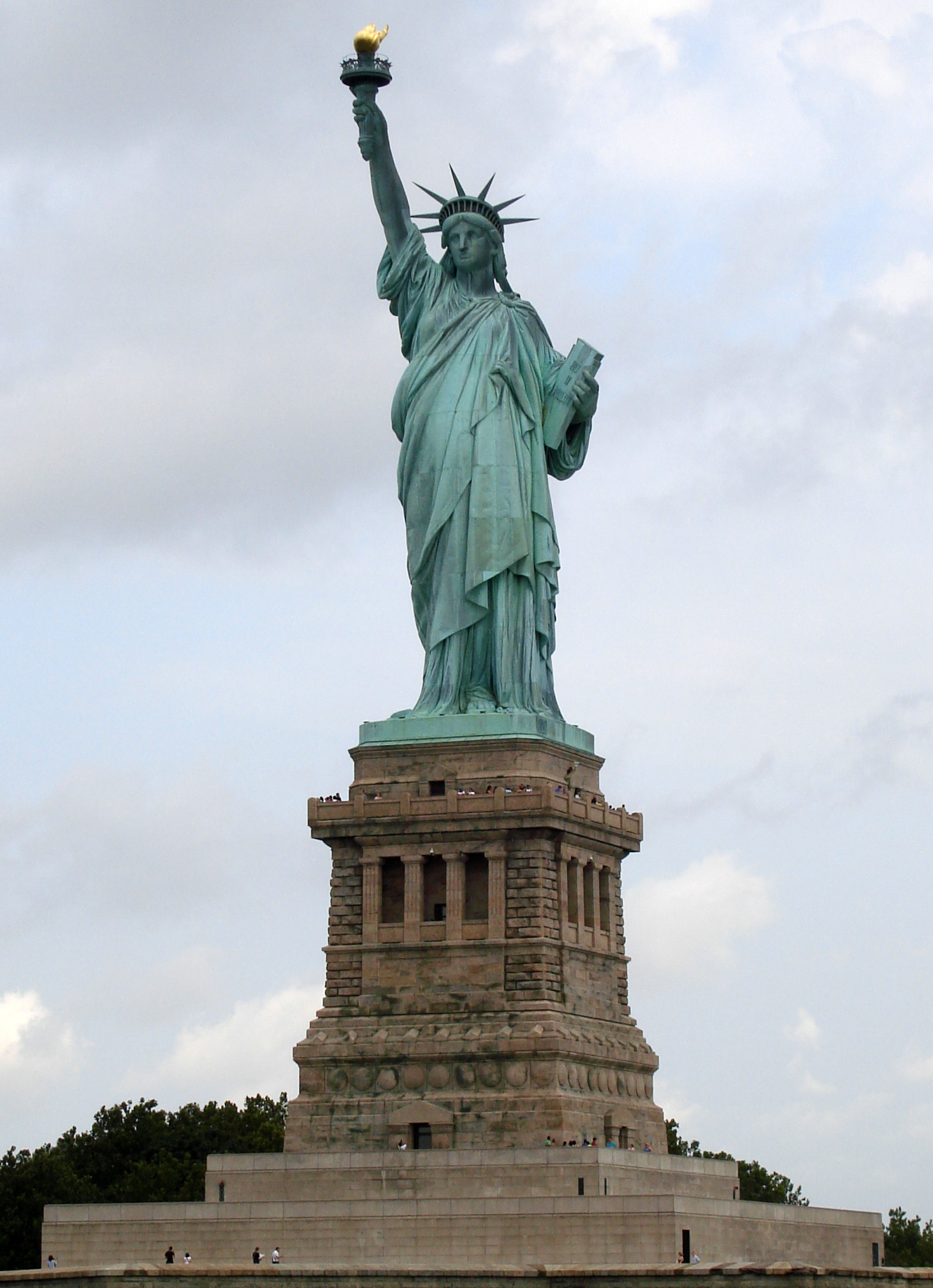
Estatua de la Libertad, Isla de la Libertad, NY, Estados Unidos de América. Este monumento del escultor francés Frédéric Auguste Bartholdi, además de ser un monumento importante en la ciudad de Nueva York, se convirtió en un símbolo en los Estados Unidos y representa, en un plano más general, la libertad y emancipación con respecto a la opresión.

El liberalismo, en origen, defiende la libertad individual y económica, siendo reacio a un estado fuerte (antiestatismo) y a gravar con altos impuestos a los ciudadanos. Sin embargo, a partir de esta doctrina, han surgido numerosas variantes. A continuación, se presentan las principales manifestaciones de liberalismo contemporáneo, organizadas de menor a mayor regulación (desde aceptar cierto nivel de gobierno, hasta no aceptarlo en absoluto):
- Anarcocapitalismo (también denominado voluntarismo): promueve la soberanía del individuo y rechaza la cualidad principal de un Estado, su capacidad imperativa y coactiva. Se trata un sistema político-filosófico donde los agentes individuales determinan libremente las estructuras económicas y sociales a las que se suscriben. Un error común fuera de la academia, derivado de su denominación, es la extendida creencia de que dicho sistema obliga a adoptar un rol laboral empresario-trabajador o una estructura concreta. Los anarcocapitalistas no se oponen a ninguna formulación política o forma de vida siempre que esta sea voluntaria y no impuesta sobre los individuos. En síntesis, no establece formas organizativas sino ausencia coactiva bajo el principio de no agresión.

- Libertarismo: los libertarios defienden una ética política fundamentada en el derecho a la propiedad privada y el no-inicio de la fuerza como base de las libertades individuales, asimismo promueven el capitalismo de libre mercado como expresión característica de la libertad individual. Entre sus variantes más conocidas están la que defiende un gobierno limitado constitucionalmente y un Estado mínimo, y una forma de anarquismo filosófico que promueve la ley y seguridad privada o el gobierno voluntario.

- Minarquismo: este movimiento defiende el Estado mínimo, es decir, que un gobierno mínimo es necesario para preservar la libertad, pero restringiéndose a sus funciones mínimas de "vigilante" (principalmente, tribunales, policía, prisiones, y fuerzas de defensa, ver: Estado vigilante nocturno), sin intervenir en la economía, aceptando impuestos solo para casos muy particulares.

- Ordoliberalismo: el Estado debe crear un adecuado ambiente legal para la economía y mantener un nivel saludable de competitividad a través de medidas que se adhieran a los principios del libre mercado.

- Socioliberalismo: defiende la compatibilidad de la libertad individual con el Estado y el bienestar y desarrollo sociales. Para este movimiento, la función del Estado es garantizar la igualdad de oportunidades evitando abusos y monopolios, y fomentando el desarrollo personal y la libertad de todos los ciudadanos, pero en ningún caso sustituyéndolos en la toma de decisiones.

*Nota: se ha omitido en esta escala el neoliberalismo, puesto que su criterio distintivo no es ideológico, sino cronológico (aunque hay divergencia de opiniones, la acepción más generalizada es que es el mismo liberalismo tradicional, adaptado al tiempo actual).